# Käppele
De Käppele is een bedevaartskerk in de Frankische stad Würzburg. De officiële naam van de bedevaartskerk op de Nikolausberg is Wallfahrtskirche Mariä Heimsuchung (Nederlands: Maria-Visitatiekapel), maar deze wordt weinig gebruikt. Kerk en kruisweg gelden als een belangrijk voorbeeld van de late barok.

## Geschiedenis
In 1650 verving een houten kapel een wegschrijn met een beeld van een piëta waar wonderen zouden hebben plaatsgevonden. De wegschrijn was daar tien jaar eerder door een visser geplaatst. Na de melding van zeven merkwaardige nachtelijke lichtverschijningen in de jaren 1685-1693 nam het aantal bedegangers fors toe. De huidige kerk werd in 1748–1750 naar een ontwerp van Balthasar Neumann naast de herhaaldelijk vergrote kapel gebouwd. Het complex van kerk en kapel wordt sinds 1749 door de Kapucijner orde beheerd.
De kruisweg (1761-1799), de grootste in zijn soort in Duitsland, voert over een trap met 247 treden naar de kapel. De trap wordt onderbroken door terrassen met platanen, waar de kapellen van de staties staan. De kruisweg werd van oktober 2002 tot oktober 2006 voor een bedrag van 4,4 miljoen euro gerenoveerd.
Kerk en kapel behoren tot de weinige kerkgebouwen in Würzburg die het bombardement van de stad op 16 mei 1945 zonder grote schade hebben overleefd.

## Interieur
Het interieur in de stijl van rococo en het vroege classicisme van de kerk en de kapel dateert uit de jaren 1750-1800.
- Het schilderij van het hoogaltaar betreft een voorstelling van de Maria-Visitatie (Konrad Huber, 1798). De grote beelden naast het hoogaltaar zijn Joachim en Anna, de ouders van Maria.
- Het rechter zijaltaar bevat een schilderij van de heilige Nicolaas (door Nikolaus Treu, 1768) en een beeld van de heilige Koenraad (Ludwig Sonnleitner, 1934).
- Het schilderij van het linker zijaltaar stelt de heilige Franciscus voor met de heiligen van de drie ordes van Franciscus (Andreas Leimgrub, 1865).
- De fresco's van het plafond zijn gemaakt door Matthäus Günther in de jaren 1750-1752. Boven het hoogaltaar ontvangt prins-bisschop Johann Philipp von Schönborn bericht van wijbisschop Melchior Söllner over het ontstaan van de bedevaart. Boven het orgel geeft prins-bisschop Anselm Franz von Ingelheim toestemming voor de bouw van de bedevaartkerk. Boven de ingang van de genadekapel en op de daartegenoverliggende wand zijn oudtestamentische typen van Maria afgebeeld: Abigaïl die de toorn van David verzachtte en Esther die haar volk redt door te pleiten bij koning Ahasveros. In de koepel wordt Maria door haar Zoon gekroond en door heiligen uit Franken gehuldigd[2].

## De Genadekapel
In een glazen schrijn boven het hoogaltaar met engelen bevindt zich het genadebeeld, een piëta uit 1640. De fresco's uit 1781 zijn van Matthäus Günther (in het koor de kruisafname, in het gewelf Maria met het goddelijk Kind en daaromheen de geschiedenis van de heldhaftige Judith). De ovale schilderijen van de zijaltaren stellen Rochus (links) en Wendelinus (rechts) voor. In een nis rechts van het altaar bevindt zich een beeld van Christus als Man van Smarten. Aan de rechter zijmuur staat een laatgotisch Mariabeeld uit circa 1460.

## Orgel
Het orgel van de kapel werd in 1991 door de orgelbouwer Vleugels uit Hardheim in de historische orgelkas uit het jaar 1750 ingebouwd. Het mechanische instrument heeft 31 registers verdeeld over twee manualen en pedaal.

## Afbeeldingen

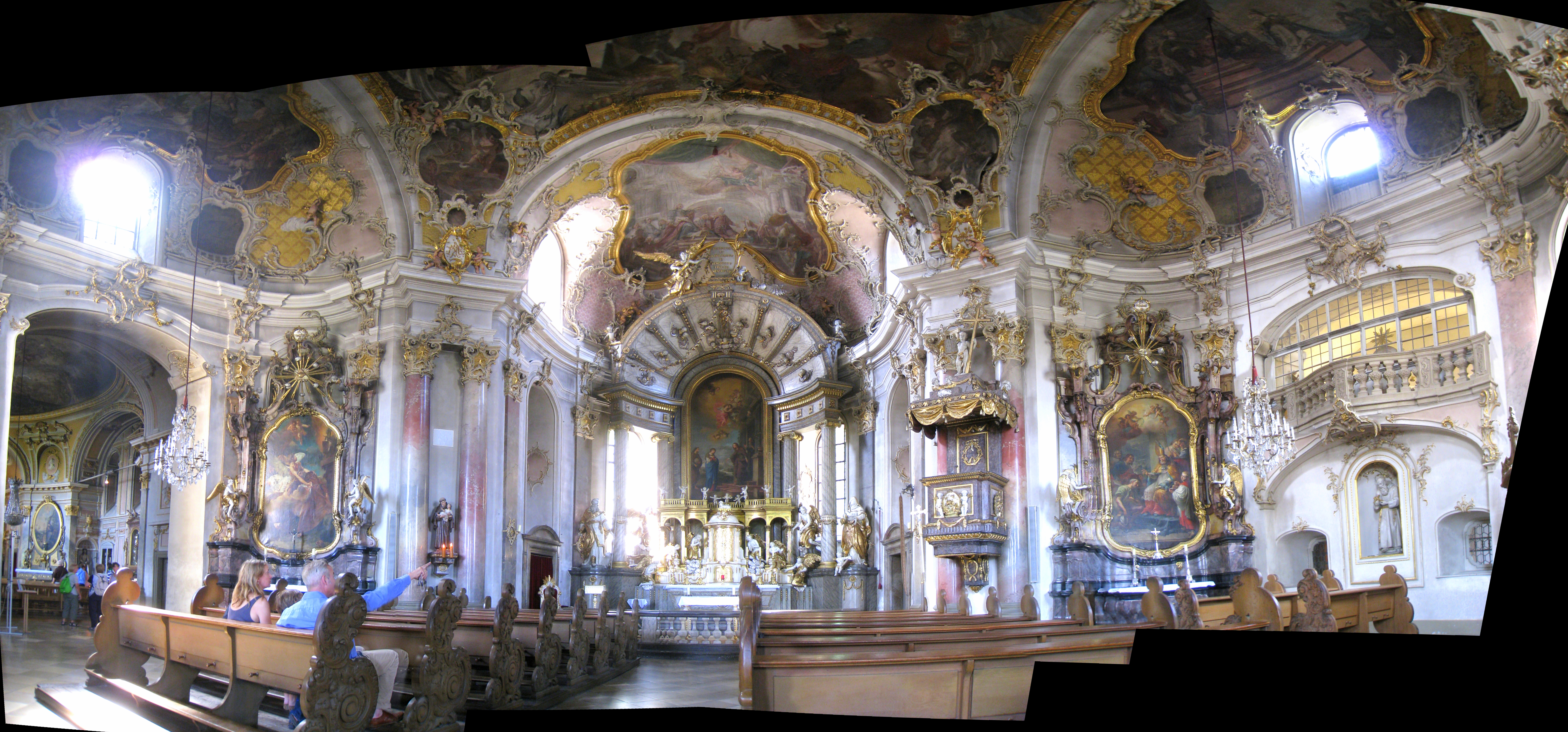
Panorama interieur
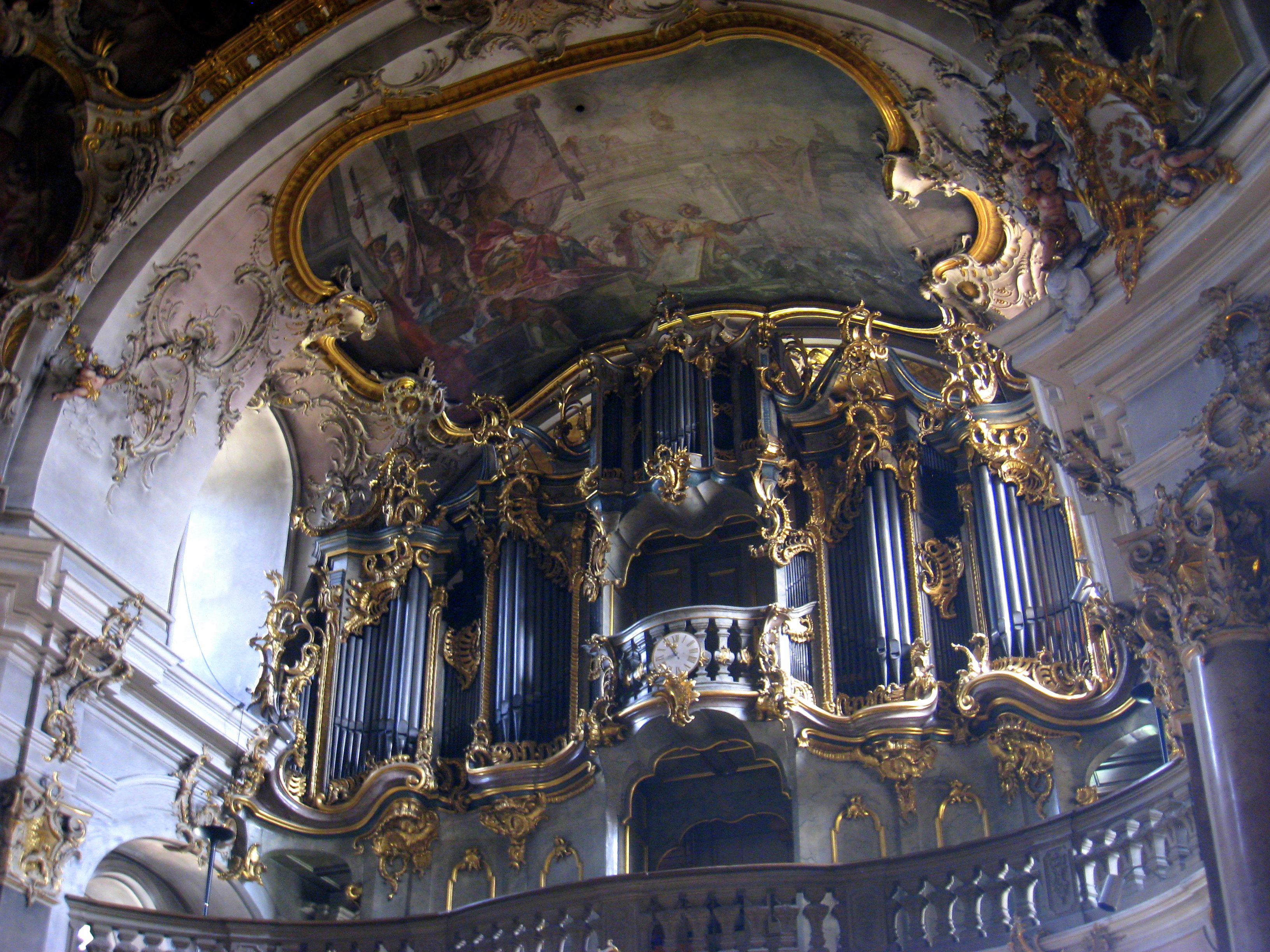
Orgel
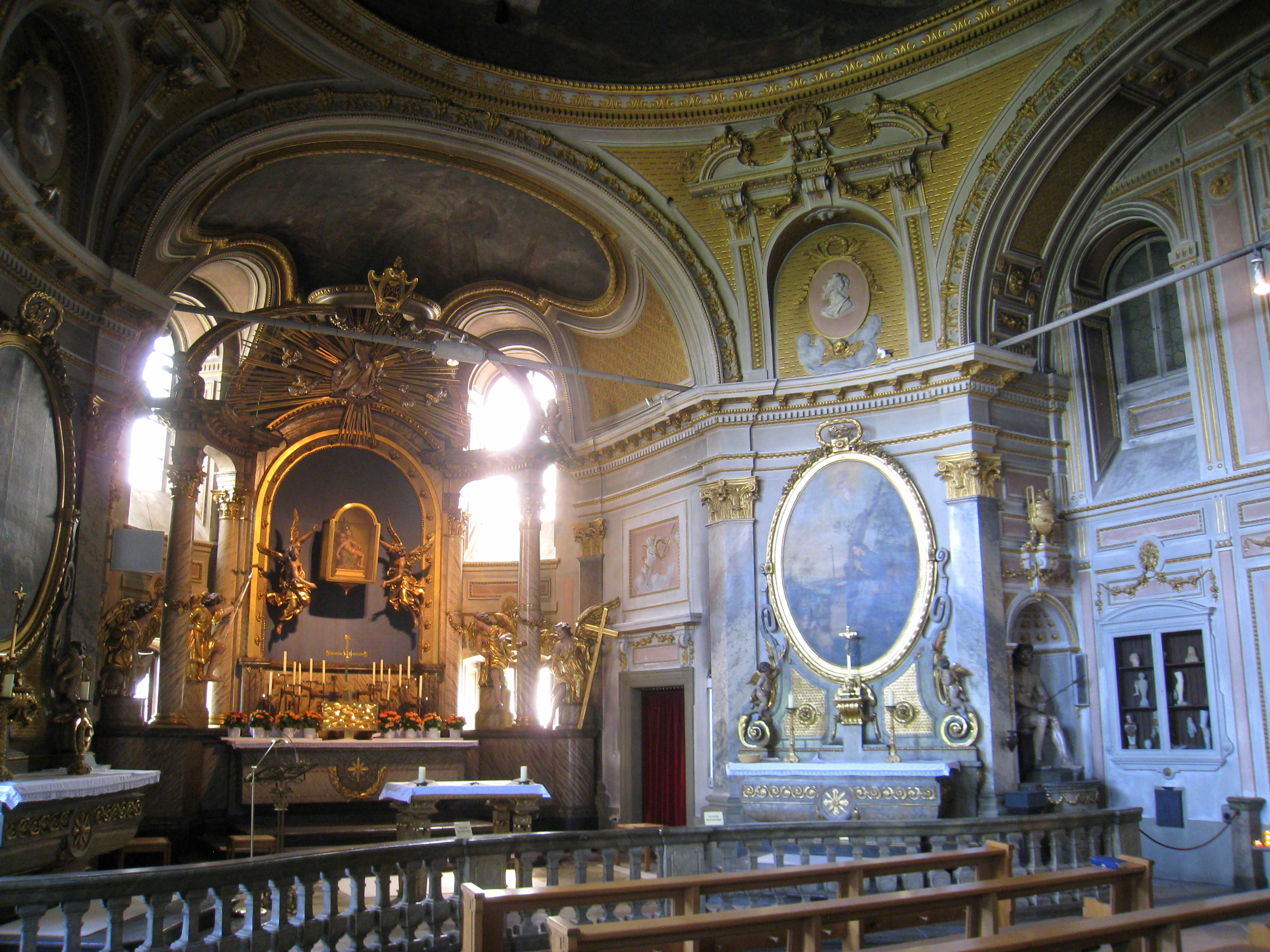
Kapel met genadebeeld
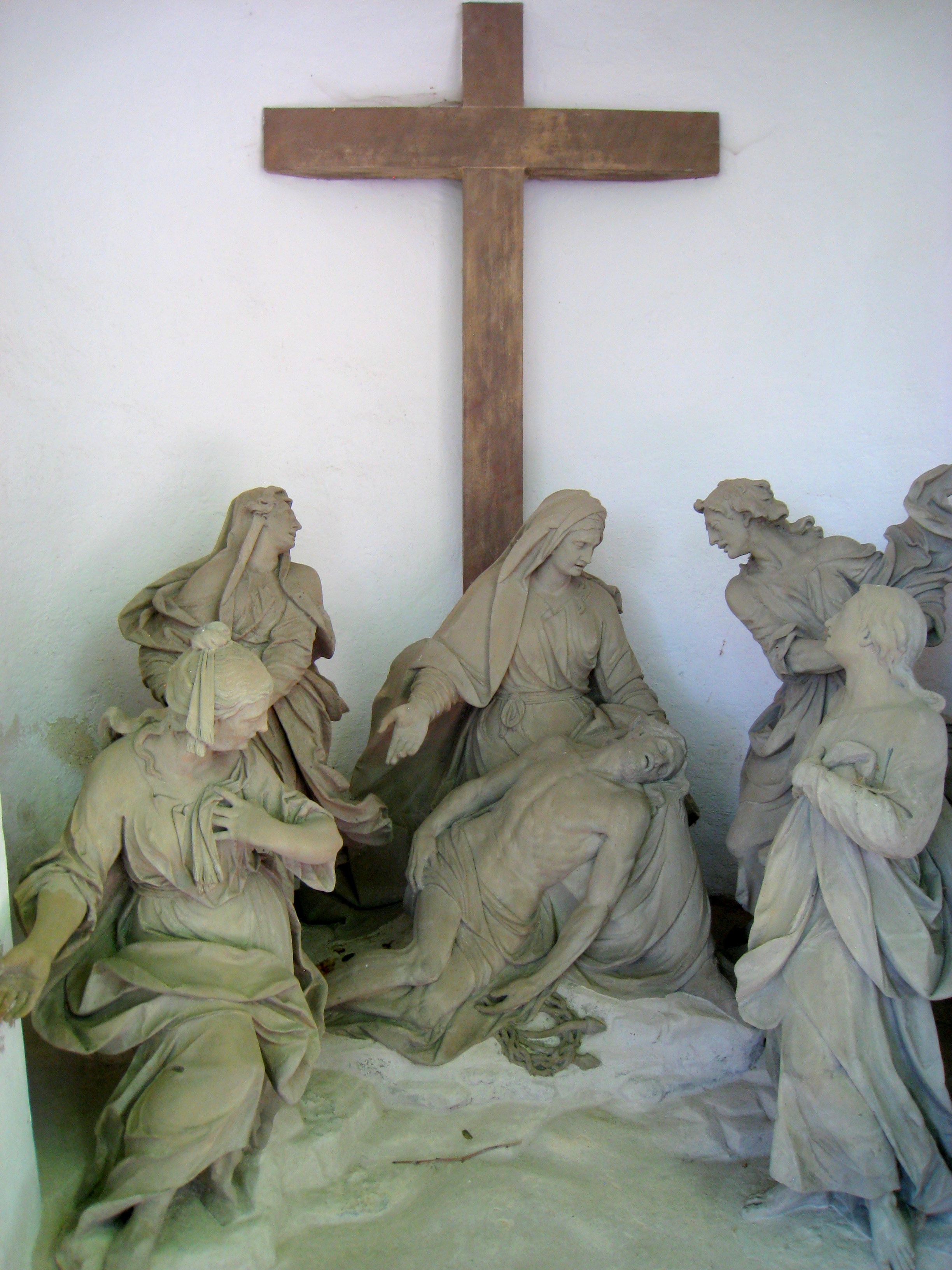
Statie